# Lagnicourt-Marcel
Lagnicourt-Marcel ist eine französische Gemeinde mit 309 Einwohnern (Stand: 1. Januar 2022) im Département Pas-de-Calais in der Region Hauts-de-France. Sie gehört zum Kanton Bapaume im Arrondissement Arras. 
1924 wurde dem Ortsnamen Lagnicourt der Name Marcel angefügt; eine Hommage an den aus dem Ort stammenden Friseur Marcel Grateau.

## Lage
Die Gemeinde Lagnicourt-Marcel liegt am Südostrand des Artois, 17 Kilometer südöstlich von Arras. Nachbargemeinden von Lagnicourt-Marcel sind Quéant im Nordosten, Beaumetz-lès-Cambrai im Südosten, Morchies im Süden, Vaulx-Vraucourt im Südwesten sowie Noreuil im Nordwesten.

## Bevölkerungsentwicklung
| Jahr                       | 1962 | 1968 | 1975 | 1982 | 1990 | 1999 | 2006 | 2013 | 2022 |
| -------------------------- | ---- | ---- | ---- | ---- | ---- | ---- | ---- | ---- | ---- |
| Einwohner                  | 347  | 355  | 335  | 355  | 327  | 295  | 325  | 353  | 309  |
| Quellen: Cassini und INSEE |      |      |      |      |      |      |      |      |      |

## Sehenswürdigkeiten
- Kirche Saint-Martin
- Soldatenfriedhof des Commonwealth (Hedge Cemetery)

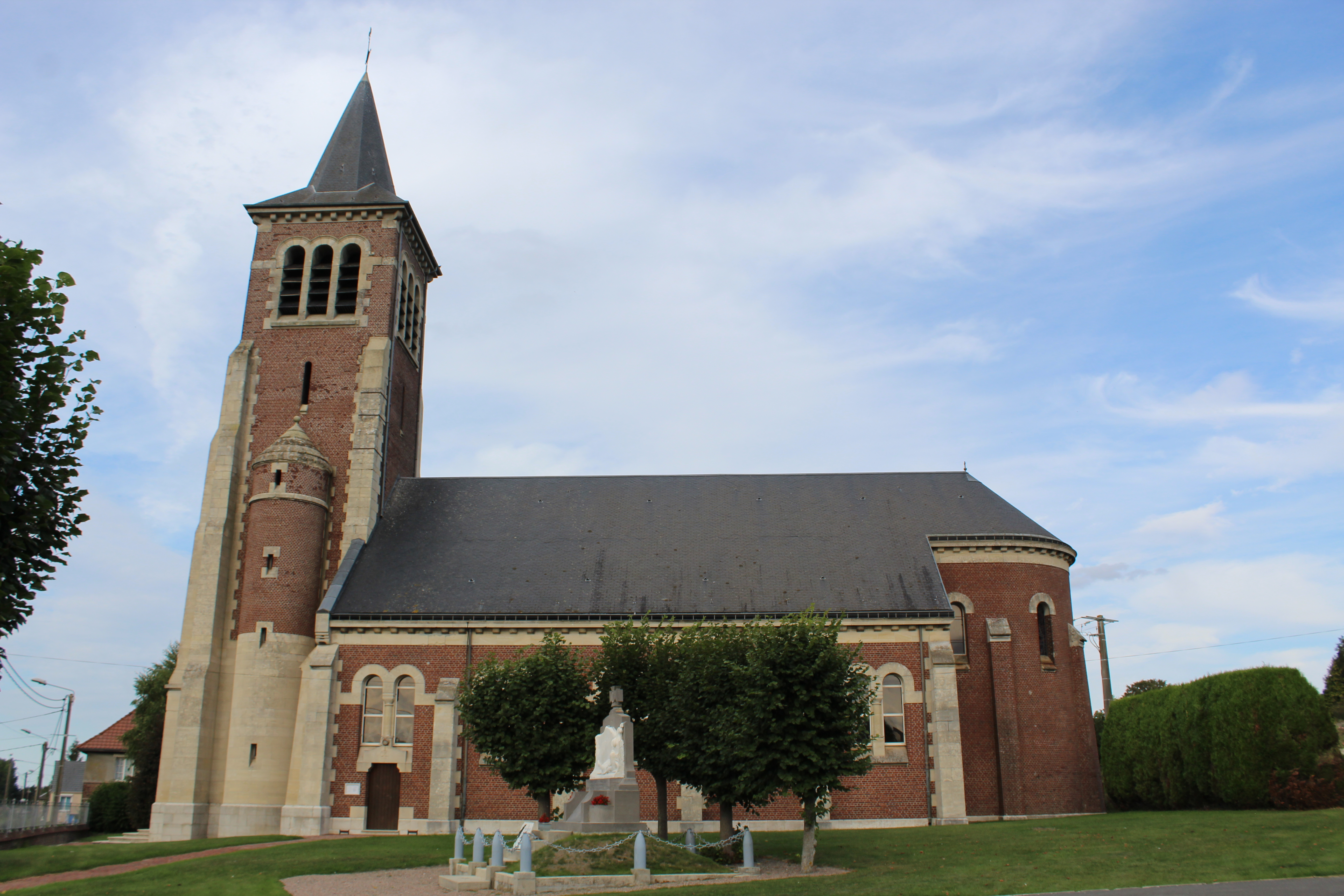
Kirche Saint-Martin
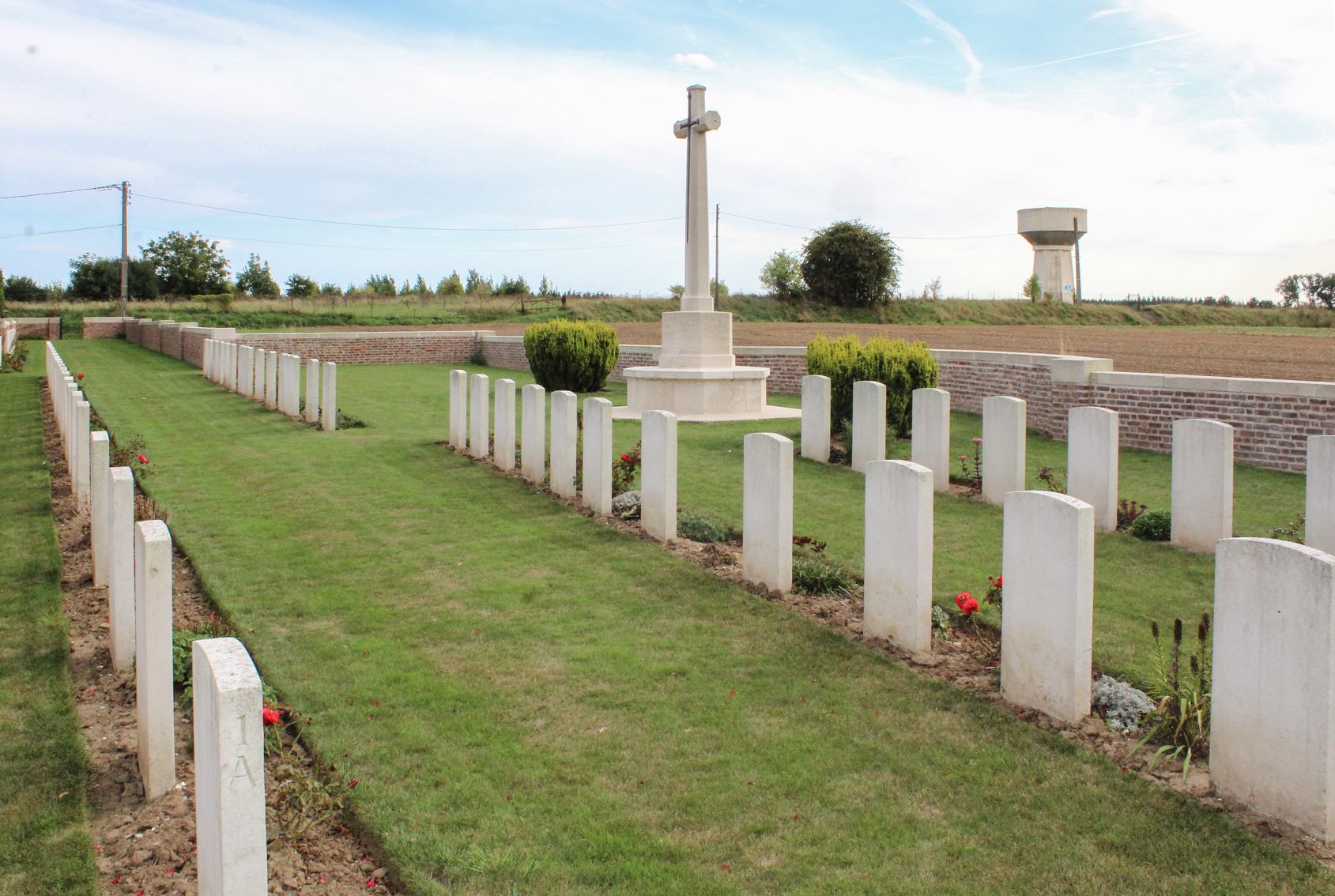
Hedge Cemetery
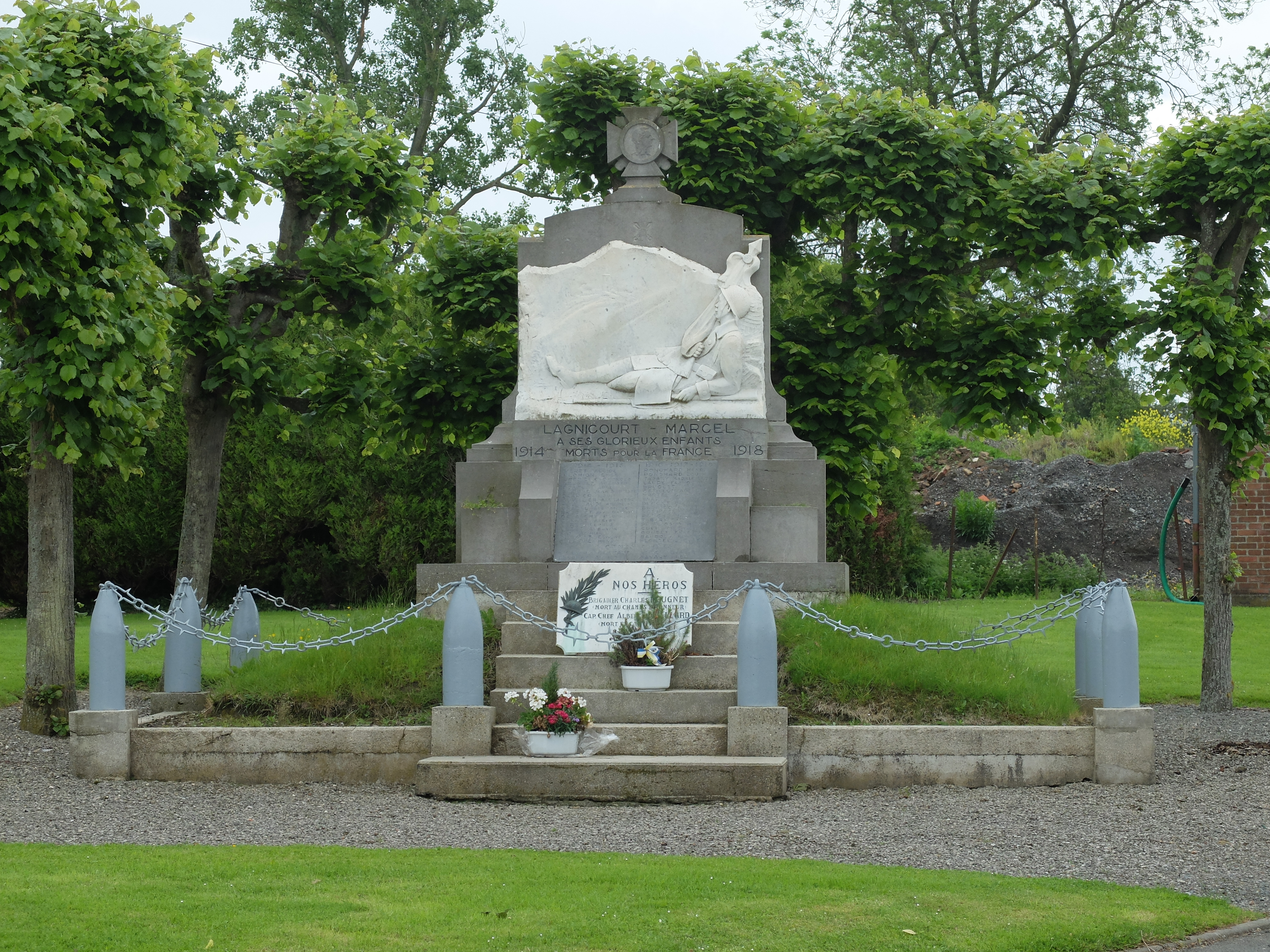
Gefallenendenkmal

## Belege
1. ↑  Lagnicourt-Marcel: Son histoire n’est pas tirée par les cheveux